# 2019冠状病毒病疫情对艺术与文化遗产的影响

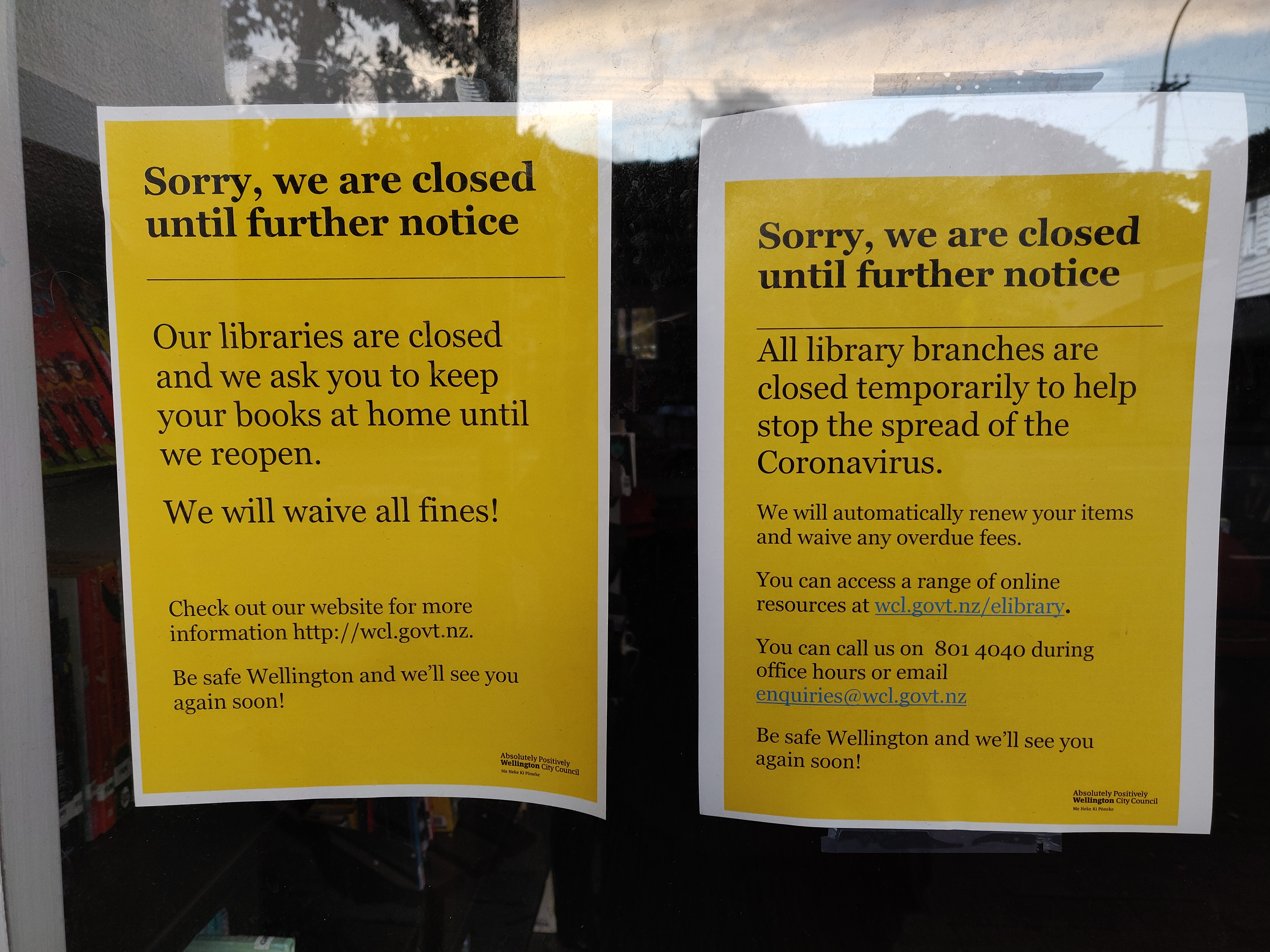
Announcement posted in the door of a public library in Island Bay, New Zealand that it is closed due to the pandemic, and will waive all late return fees

2019冠状病毒病疫情对艺术与文化遗产的影响，全球衛生危機及其帶來的不確定性深刻影響了整個部門的組織以及個人（包括受僱和獨立的個人）的運作。藝術和文化部門組織試圖履行其（通常是由公共資金資助）的使命，以便為社區提供文化遺產的獲取途徑；維護員工，收藏品和公眾的安全；同時對他們的業務模式中的意外更改做出反應，但目標不明。
到2020年3月，世界上大多數文化機構都無限期關閉（或至少從根本上減少了服務），當面展覽，活動和演出被取消或推遲。作為響應，人們付出了巨大的努力，通過數字平台提供替代或附加服務，以最少的資源維持必要的活動，並通過新的收購活動記錄事件本身，包括受到大流行啟發的新創意作品。
整個行業的許多人將暫時或永久失去合同或就業，並獲得不同程度的警告和財政援助。同樣，政府和慈善機構對藝術家的財政刺激將根據行業和國家的不同而提供不同程度的支持。公眾對面對面文化活動的需求有望恢復，但是在一個未知的時間，並假設會流行各種體驗。

## 行業影響
到2020年第一季度，世界各地的文化藝術部門組織逐漸限制了其公共活動，然後由於大流行而完全關閉。從中國、東亞開始，然後到世界各地，到3月下旬，大多數文化遺產組織已經關閉，藝術活動被自願或根據政府的命令推遲或取消。

## 受影響行業

### 美術館
部分美術館閉館，部分博物館在閉館期間改成線上展覽。

### 新創作品
與任何重大事件一樣，COVID-19大流行激發了各種流派的許多文化作品的創作。甚至在危機期間，人們都希望會創造出許多新的文化作品，這些作品將直接參考或受到大流行及其影響的啟發。

## 相關事件
由於部分博物館關閉，且政策不同卻造成了藏物安全標準不一的問題，2020年3月30日，梵谷名畫《春日田野》在拉倫辛厄爾博物馆失竊，當時這幅油畫正被格羅寧根博物館外借給拉倫辛厄爾博物馆。另有一幅畫弗兰斯·哈尔斯名畫《兩名歡笑的男童》在同年9月也遭到失竊。這些畫作至今尚未尋獲，但已經在2021年4月找到嫌疑人。